# Nivaagaards Teglværk
Nivaagaards Teglværk var et af to store teglværker i Nivå i Nordsjælland. Det hørte under herregården Nivågård. Den fredede ringovn fra 1870 fungerer nu som museum.

## Historie
Tidlig historie
På grund af det lokale morænelers beskaffenhed og den lette transportvej til København ned gennem Øresund udviklede Nivå sig fra 1850'erne og frem til et vigtigt teglværksområde med ikke færre end tre værker: Nivaagaard, Niverød og Sølyst. Produktionen kan på det ældste af værkerne, Nivaagaard, spores tilbage til et bondeteglværk, der fra 1701 leverede mursten til de kongelige slotte i Nordsjælland, bl.a. til dronning Louises ombygning af jagtslottet Hirschholm.
Teglværket i Nivå havde fra dets grundlæggelse i 1701 og frem til konsul Hages opkøb i 1859 mange skiftende ejere. Lars Erichsen var den ejer, der drev værket i længst tid, nemlig fra 1717 og frem til sin død i 1746. I denne periode producerede teglværket nogle af murstenene til dronning Sophie Magdalenes ambitiøse kongelige byggeprojekt, som siden fik tilnavnet "Nordens Versailles", Hirschholm Slot. Tiden under Lars Erichsen må ses som teglværkets storhedstid, idet han ved siden af produktionen i Nivå fæstede et teglværk i Karlebo og overtog et tredje i Vedbæk. Med tre producerende teglværker i ryggen blev Lars Erichsen en af tidens store bygmestre. Han fik blandt andet til opgave at opføre 113 sjællanske skoler, hvilket skete i tidsrummet 1722-1725.
Efter Erichsens død faldt teglværket tilbage til staten og forpagtedes nogle år senere til garver Hans Peter Frode i Helsingør. 1766 solgtes teglværket for en årlig afgift til Jørgen Birch, som skulle svare afgiften "sålænge materiale til værkets drift bevisligen findes tilstrækkeligt". I 1781 blev den næste indehaver Jacob Kielskov, fritaget for at svare afgiften, da driften ikke kunne svare sig, og teglbrændingen ophørte.
Industraliseringen
En kontinuerlig drift på Nivaagaards Teglværk begyndte først fra 1840'erne og frem, hvor produktionsprocessen blev moderniseret. I 1857 blev Nivågård et af de første danske teglværker, der tog en dampmaskine i brug. I 1862 overtog Alfred Hage godset og teglværket, der skulle vise sig at blive en blomstrende forretning. En af de tragiske, men medvirkende årsager til dette var Danmarks nederlag i den 2. slesvigske krig 1864. Ved tabet af Slesvig forsvandt en stor del af de danske teglværker, fx Cathrinesminde Teglværk ved Flensborg Fjord. Samtidig var et byggeopsving i hovedstaden undervejs, så der blev god brug for murstenene fra Nivaagaard.
Da Alfred Hage døde i 1872 overtog sønnen Johannes Hage Nivågård avlsgård og teglværk. En langovn var blevet opført 1869 og den kendte ringovn i 1870, og Nivaagaard blev storleverandør til byggerierne i København. i 1870 blev der indsat maskiner, og den lange skibsmole
blev anlagt. Teglværket blev kendt dels for ringovnen, bygget af ringovnens opfinder Friedrich Eduard Hoffmann, som satte produktionen i vejret, dels for at producere glaserede kloakrør. Hage fortsatte effektiviseringen, og i 1870'erne producerede teglværket årligt 5 millioner mursten og 300.000 drænrør.
I 1918 skete endnu en modernisering. Johannes Hage var en vellidt arbejdsgiver, og efter datidens målestok meget socialt sindet, og tog sig af ”sine” folk. Han døde i januar 1923, 80 år gammel. Johannes Hage døde ugift, og testamenterede alt til Den Hageske Stiftelse for velgørende formål.
Anden Verdenskrig
Under Anden Verdenskrig spillede Nivaagaard Teglværk en vigtig rolle i redningen af danske jøder. I oktober 1943, da den nazistiske besættelsesmagt satte gang i jødeforfølgelserne i Danmark, blev Ringovnen på teglværket brugt som skjulested for flygtninge. Her søgte danske jøder, ofte i selskab med familie og små børn, ly i ovnens lune lofter, skjult bag stabler af mursten, mens de ventede på at blive sejlet til sikkerhed i Sverige.
Flygtningene ankom til teglværket til fods, i biler eller med tog. Ventetiden i Ringovnen var ofte nervepirrende og kunne vare flere dage. Lokale teglværksarbejdere, borgere og modstandsfolk bidrog med mad, vand og tøj, mens fiskere fra Nivå og omegn arrangerede transport over Øresund.
Den 8.-9. oktober 1943 fandt en af de største og mest dramatiske udskibninger sted ved Nivaagaards gamle mole. 230 danske jøder blev i nattens mørke roet fra molen ud til en skonnert, der skulle sejle dem til Sverige. Men skibets motor ville ikke starte, og flygtningene var fanget om bord i flere timer, mens Gestapo patruljerede i området. Først ved daggry ankom en fiskerbåd, som kunne bugsere skonnerten til Sverige.
I alt ca. 900 danske jøder undslap til Sverige via ruter omkring Nivå, hvor teglværkets arbejdere og lokale borgere spillede en afgørende rolle i redningsaktionen.
Moderne tid
I 1967 blev ringovnen taget ud af drift og erstattet af en tunnelovn.
I de seneste år, inden teglværket helt lukkede, forsøgte man i et samarbejde med de andre lokale teglværker at oprette et nyt selskab, der hed Montage-tegl A/S. På dette tidspunkt brugte byggeriet næsten udelukkende beton, og montage-tegl-producerede betonplader med teglsten. Dermed blev man også i stand til at bruge billigere ler. Lergravene i Nivå var efterhånden blevet tømt for egnet ler, så man skulle have ler transporteret langvejs fra.
Et eksempel på denne produktion er bebyggelsen Niverød III. I 1976 blev det besluttet at stoppe produktionen, men den fortsatte dog indtil 1981. Der var flere medvirkende årsager til fabrikkens lukning, bl.a. et statsligt byggestop og konkurrencen fra netop beton og andre nye byggematerialer. I 1985 blev ringovnen fredet. Siden forfaldt teglværket gradvist, indtil et museum blev oprettet og teglovnen restaureret.
Data i 1950:
- Daglig leder af teglværket og inspektør for Den Hageske Stiftelse: Alfred Thedor Andersson.
- Administrator og formand for bestyrelsen: Landsretssagfører Mogens Moltke-Leth (1908-1972).